# Macron mcleani
Macron mcleani är en snäckart som beskrevs av Geerat J. Vermeij 1998. Macron mcleani ingår i släktet Macron och familjen Pseudolividae. Inga underarter finns listade i Catalogue of Life.